# 泰罗·莱赫泰雷
泰罗·莱赫泰雷（芬蘭語：Tero Lehterä，1972年4月21日—），芬兰男子冰球运动员，场上位置是前锋。他曾代表芬兰国家队参加1994年冬季奥林匹克运动会冰球比赛，获得一枚铜牌。